# Erik Willaarts
Erik Willaarts (* 25. August 1961 in Woudenberg) ist ein ehemaliger niederländischer Fußballspieler.

## Karriere
Willaarts kam vom niederländischen Verein FC Utrecht in die Bundesliga zu Borussia Mönchengladbach. In der Saison 1987/88 gab er sein Debüt, am 1. Spieltag, gegen den VfL Bochum, er spielte von Beginn an. Im weiteren Verlauf der Saison nahm seine Spielzeit ab, er kam auf 10 Einsätze. In der Folgesaison absolvierte er lediglich ein Spiel und wurde frühzeitig in der Hinrunde zu seinem alten Arbeitgeber FC Utrecht transferiert, dort spielte er bis 1990. Er wechselte zu FC Dordrecht, wo er eineinhalb Jahre blieb. Anschließend ging er für den Go Ahead Eagles Deventer auf Tore jagt, wo er seine Karriere 1995 beendete.